# 新溪湖車站
新溪湖車站是位於臺灣彰化縣溪湖鎮的台灣糖業鐵路車站，該車站曾屬明治製糖營業的鹿港線，後被劃分為員林線的一部份。二戰後，該站旋即廢止，未有任何遺跡保留。位於溪湖糖廠20公尺鹿港線外，今湖東街81巷內。

## 歷史
- 1933年，鹿港線於巫厝、工場前間增設新溪湖車站。[1]（p. 529）
- 二戰後，此站廢止。

## 車站周邊
- 溪湖車站

## 鄰近車站
- 廢止營運模式